# Тест на спасителна капсула 1 (Аполо)
Teст на спасителната капсула 1 (на английски: Pad Abort Test-1, е първият изпитателен полет на системата за аварийно спасяване (САС).

## Цели
Мисията има за цел проучване въздействието на космическия кораб "Аполо" по време на аварийно прекратяване на космически полет. Целта на САС е да изтегли космическия кораб заедно с екипажа далеч от евентуалния взрив на ракетата. Системата трябва да осиури достатъчно височина, за да се даде възможност на парашутите на командния модул да се отворят, за предпочитане над земята, а не над вода. Полетът се извършва с макет (BP-6) на космическия кораб "Aполо".

## Полет
Изстреляна е от полигона Уайт Сандс в щата Ню Мексико на 7 ноември 1963 г. от стартов комплекс 36, зона 3. Сигналът за задействане на системата е подаден в 16:00:01 UTC. Задействани са основните ракети на системата, както и малка, служеща за хоризонтално преместване на апарата. 15 секунди по-късно системата за аварийно спасяване се отделя от капсулата, която продължава спускане по балистична траектория. Парашутната система забавя спуска до благоприятната скорост 26 км/час.